# Dīmītrios Salachas
Dīmītrios Salachas (in greco Δημήτριος Σαλαχας?; Atene, 7 giugno 1939 – Atene, 16 ottobre 2023) è stato un vescovo cattolico e canonista greco.

## Biografia
Dīmītrios Salachas è nato ad Atene il 7 giugno 1939.

### Formazione e ministero sacerdotale
È entrato nel seminario minore dei padri assunzionisti e poi è passato al seminario minore dell'esarcato apostolico di Grecia.
Ha compiuto gli studi di filosofia alla Pontificia Università Urbaniana e quelli di teologia alla Pontificia Università Gregoriana. Successivamente ha studiato nel seminario di Sant'Anna a Gerusalemme.
Il 9 febbraio 1964 è stato ordinato presbitero per l'esarcato apostolico di Grecia a Gerusalemme. Si è laureato in utroque iure presso l'Università di Atene. Nel 1971 è stato nominato professore presso l'Istituto ecumenico di Bari e successivamente ha insegnato diritto canonico orientale anche al Pontificio istituto orientale, in varie università romane e all'Institut catholique di Parigi.
È stato membro della commissione teologica per il dialogo ecumenico con le Chiese ortodosse fin dalla sua creazione, consultore della Congregazione per le Chiese orientali, del Pontificio consiglio per la promozione dell'unità dei cristiani e del Pontificio consiglio per i testi legislativi. È stato inoltre referendario del Supremo tribunale della Segnatura apostolica e membro della commissione speciale per la trattazione delle cause di scioglimento di matrimonio in favorem fidei.
Ha pubblicato numerosi libri ed articoli di diritto canonico orientale. Nel 2006 è stato nominato cappellano di Sua Santità.

### Ministero episcopale
Il 23 aprile 2008 papa Benedetto XVI lo ha nominato esarca apostolico di Grecia e vescovo titolare di Carcabia. Ha ricevuto l'ordinazione episcopale il 24 maggio successivo dal vescovo ausiliare di Făgăraș e Alba Iulia Mihai Cătălin Frățilă, co-consacranti il vescovo di Sira Franghískos Papamanólis e il vescovo ausiliare di Kiev Hlib (Borys Sviatoslav) Lonchyna.
Il 14 maggio 2012 è stato trasferito alla sede titolare di Grazianopoli.
Il 27 agosto 2014 papa Francesco lo ha nominato membro della commissione di studio per la riforma del processo matrimoniale canonico. Questa commissione ha concluso i suoi lavori con la pubblicazione da parte del papa nel 2015 dei motu proprio Mitis Iudex Dominus Iesus e Mitis et misericors Iesus sulla riforma del processo canonico per le cause di dichiarazione di nullità del matrimonio rispettivamente nel Codice di diritto canonico e nel Codice dei canoni delle Chiese orientali.
Nel febbraio del 2015 ha compiuto la visita ad limina.
Il 2 febbraio 2016 papa Francesco ha accettato la sua rinuncia al governo pastorale dell'esarcato per raggiunti limiti di età.
Il 14 novembre 2014 la facoltà di diritto canonico orientale del Pontificio Istituto Orientale di Roma, lo ha onorato con un dottorato honoris causa per i suoi contributi scientifici nel campo del diritto canonico orientale.
È morto ad Atene il 16 ottobre 2023 all'età di 84 anni.

## Opere
- L'iniziazione cristiana nei Codici orientale e latino (1992)
- Istituzioni di diritto canonico delle Chiese cattoliche orientali (1993)
- Il sacramento del matrimonio nel Nuovo Diritto canonico delle Chiese orientali(1994)
- Il Diritto canonico delle Chiese orientali nel primo milleNnio (1997)
- Teologia e disciplina dei sacramenti nei codici latino e orientale (1999)
- La vita consacrata nel Codice dei canoni delle Chiese orientali (CCEO) (2006)
- Chierici e ministero sacro nel codice latino e orientale: prospettive interecclesiali  (2004)
- Questioni interecclesiali nel diritto matrimoniale canonico (2003)
- Dialogo interreligioso e inculturazione del Vangelo nell'azione missionaria della Chiesa (2003)
- Codificazione latina e orientale e canoni preliminari (2003)
- Il magistero e l'evangelizzazione dei popoli nei Codici latino e orientale: studio teologico-giuridico comparativo (2001)
- Costituzioni dei Santi Apostoli: per mano di Clemente (2001)
- Ta mysteria tes christianikes myeseos (Baptisma, Christma, Theia Eucharistia): sto neo kodika kanonikou dikaiou tes Romaiokatholikes Ekklesias (Codex Iuris Canonici) (1989)
- Il dialogo teologico ufficiale tra la chiesa cattolico-romana e la chiesa ortodossa: iter e documentazione (1994)
- Il dialogo teologico ufficiale tra la chiesa cattolico-romana e la chiesa ortodossa: la quarta assemblea plenaria di Bari, 1986-1987 (1988)

## Genealogia episcopale e successione apostolica
La genealogia episcopale è:
- Cardinale Scipione Rebiba
- Cardinale Giulio Antonio Santori
- Cardinale Girolamo Bernerio, O.P.
- Arcivescovo Galeazzo Sanvitale
- Cardinale Ludovico Ludovisi
- Cardinale Luigi Caetani
- Cardinale Ulderico Carpegna
- Cardinale Paluzzo Paluzzi Altieri degli Albertoni
- Papa Benedetto XIII
- Papa Benedetto XIV
- Cardinale Enrico Enriquez
- Arcivescovo Manuel Quintano Bonifaz
- Cardinale Buenaventura Córdoba Espinosa de la Cerda
- Cardinale Giuseppe Maria Doria Pamphilj
- Papa Pio VIII
- Papa Pio IX
- Cardinale Raffaele Monaco La Valletta
- Cardinale Francesco Satolli
- Cardinale Dennis Joseph Dougherty
- Arcivescovo Gerald Patrick Aloysius O'Hara
- Vescovo Joseph Schubert
- Cardinale Alexandru Todea
- Cardinale Lucian Mureșan
- Vescovo Mihai Cătălin Frățilă
- Vescovo Dīmītrios Salachas

La successione apostolica è:
- Vescovo Manuel Nin, O.S.B. (2016)